# Fanagoria
Fanagoria (em grego clássico: Φαναγορ(ε)ία) foi a maior colônia grega na península de Taman, se espalhando por dois planaltos ao longo do litoral asiático do Bósforo Cimério, 25 quilomômetros (15,5 mi) a nordeste de Hermonassa. A antiga cidade se tornou o grande empório para todo o tráfico entre a costa do lago Meótis e outros países no lado sul do Cáucaso, e foi escolhido pelos reis do Bósforo com sua capital na Ásia, Panticapeia sendo sua capital na Europa. É mencionada por Estrabão como uma "cidade considerável" em sua Geografia.
Sob o comando de Cubrato e Beano, Fanagoria foi a capital da Antiga Grande Bulgária.
A Ilha de Fanagoria nas Ilhas Zed, afastada da Ilha Livingston, Antártica foi batizada com o nome de Fanagoria.

## História antiga

Fanagoria e outras colônias gregas antigas ao longo da costa norte do Mar Negro

Fanagoria foi fundada cerca de. 543 a.C. pelos colonos teian que tiveram que fugir para a Ásia Menor em consequência do seu conflito com Ciro, o Grande. A cidade recebeu seu nome de um destes colonos, Fanagoras. "A natureza incomum da península de Taman próxima à Fanagoria, com suas ravinas, fendas, montanhas e cones baixos de vulcões ativos, deve ter impressionado os antigos colonos até mais do que nos impressiona hoje", observou Ustinova.
No século V a.C., o povoado prosperou no comércio com os citas e os sindos. Localizada em uma ilha no antigo arquipélago de Corocondamitis, entre o Mar Negro e o lago Meótis, Fanagoria cobria a área de 75 hectares (185,3 ac), dos quais a terça parte tinha posteriormente submergido devido ao mar. No primitivo século IV a.C. o florescente Reino do Bósforo subjugou a maior parte de Síndica, incluindo a pólis independente de Fanagoria. A importância do povoado aumentou com o declínio da velha capital, Panticapeia, situada no litoral oposto ao Bósforo. Por volta dos primeiros séculos depois de Cristo, Fanagoria emergiu como o principal centro do reino.
Durante as Guerras Mitridáticas, o povoado se aliou à República Romana e resistiu a um cerco pelo exército de Fárnaces II do Ponto. Foi em Fanagoria que a insurreição eclodiu contra Mitrídates VI do Ponto, brevemente antes de sua morte; e seus filhos, que manteve a cidadela, foram obrigados à rendição aos insurgentes. Uma inscrição encontrada durante as escavações prova que a Rainha Dínamis honrou Augusto como "o imperador, César, filho de deus, o deus Augusto, o administrador de cada terra e mar". A lealdade à Roma permitiu que Fanagoria mantivesse uma posição dominante na região até o século IV, quando foi saqueada e destruída pelos invasores hunos.

## Idade Média
Por volta do século VII, o povoado tinha se recuperado de um século de invasões bárbaras. Serviu como a capital da Antiga Grande Bulgária entre 632 e 665. Depois Asparuque conduziu os protobúlgaros na direção oeste do Danúbio, Fanagoria se tornou (ao menos nominalmente) uma dependência do Império Bizantino. Um tudun cazar era todavia presente na cidade e o controle de facto ficava nas mãos do cazar até a derrota de Georgius Tzul em 1016. Em 704, o imperador deposto Justiniano II se estabeleceu em Fanagoria (então governada pelo tudun cazar Balgatzin) com sua mulher Teodora, uma irmã do cazar grão-cã Busir Glavan, antes de retornar à Constantinopla pelo caminho da Bulgária.
No século X, o povoado parece ter enfrentado uma invasão, supostamente pelos Rus'. Depois disso, Fanagoria não pôde competir em importância com a vizinha Hermonassa. Na Idade Média superior o povoado de Matrega foi construído sobre suas ruínas; o terreno era parte de uma rede de possessões genovesas ao longo da costa norte do Mar Negro. Durante o século XV, foi o centro dos domínios de De Ghisolfi. Doravante não tem havido assentamento permanente no terreno.

## Escavações

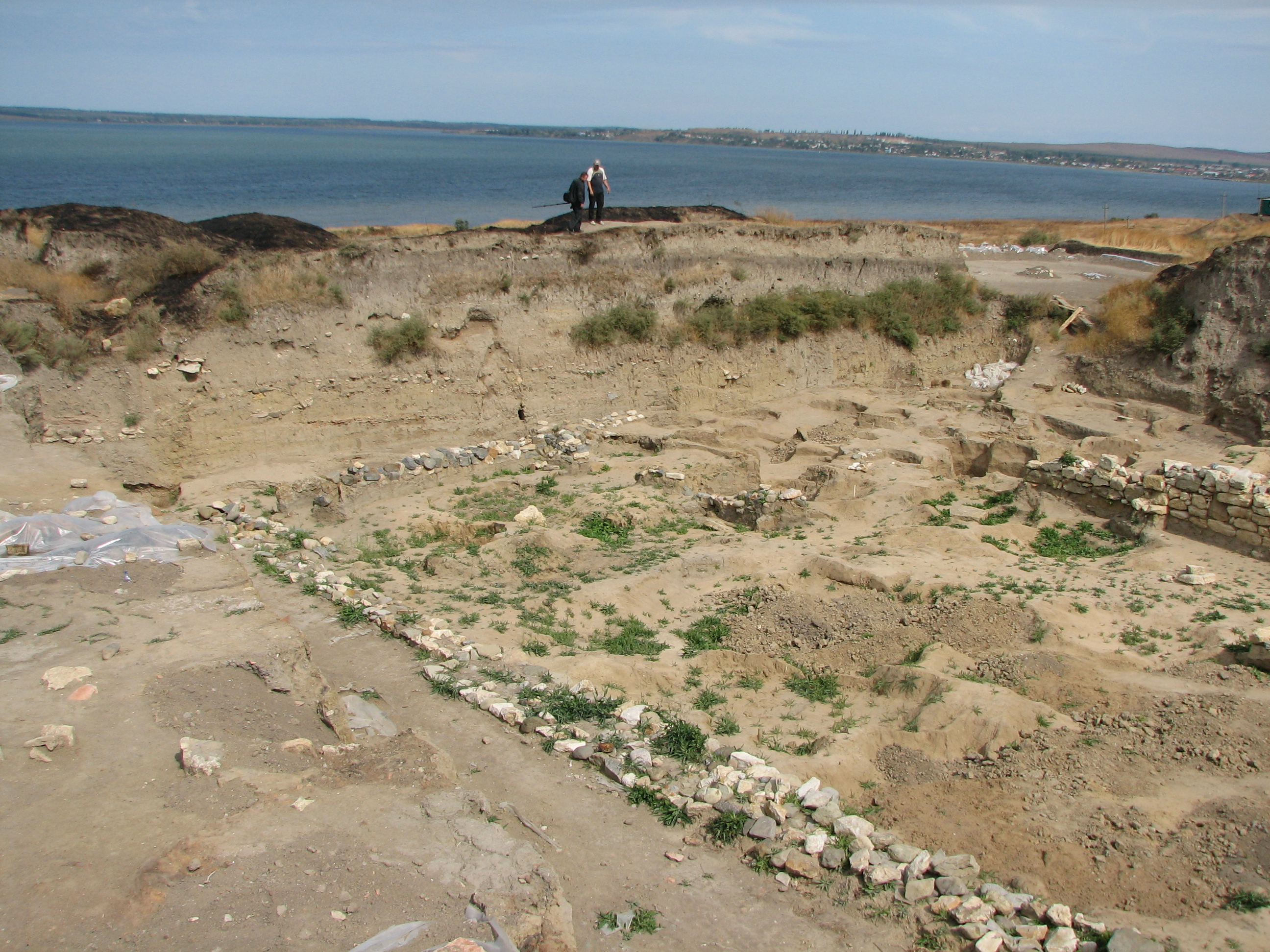
Escavações em Fanagoria, em setembro de 2008.

A localização de Fanagoria foi determinada no século XVIII, quando as bases de estátuas de mármore com dedicatórias à Afrodite lá foram descobertas. Hecateu e Estrabão mencionam um santuário local de Afrodite como o maior da região pôntica. A exploração arqueológica do terreno começou em 1822, quando "soldados escavaram em pesquisa um grande carrinho de mão, fazendo ricas descobertas de objetos de outro e prata, muitos únicos, que repartiram entre si mesmos".
À parte da antiga cidade, arqueólogos têm estado interessados em uma vasta necrópole, que se espalha sobre três lados em torno de Fanagoria. Existem milhares de sepulturas, muitas com sarcófagos de cipreste ou de mármore — uma indicação do bem-estar dos antigos fanagorianos. Escavações conduzidas no século XIX foram em sua maior parte amadorísticas; tanto quanto doze curgãs seriam arrasados a cada temporada. Algumas da mais intrigantes descobertas foram desenterradas na década de 1860 nos túmulos de Bolshaya Bliznitsa, classificadas por Michael Rostovtzeff como uma necrópole feminina com três cofres.
Um dos curgãs reais próximos à Fanagoria "tem uma escada de pedra que desce até uma passagem retangular, a entrada para a câmara funerária (3,70 x 3,75 x 4,70 m). Estas duas áreas são cobertas por um arco mostrando restos de decoração pintada. Os afrescos de parede imitam mármore incrustado. De cada lado da entrada até o túmulo caixas de pedra longas contém quatro sepulturas de cavalo junto a presentes ricos e solenes; selaria e arreios de ouro e bronze dourado. "
Vladimir Blavatsky retomou as escavações de Fanagoria em 1936. Entre as descobertas recentes está uma inscrição indicando que um sinagoga existia em Fanagoria tão cedo quanto 51 d.C. A investigação subaquática do site revelou vários fragmentos de estruturas arquitetônicas.
Vladimir Putin participou do mergulho no sítio arqueológico de Fanagoria na Baía de Taman em 11 de augusto de 2011.